# Jérôme Félix
Jérôme Félix, né le 27 juillet 1972 en Normandie, est un scénariste de bande dessinée français.
Il est, avec d'autres auteurs et dessinateurs de bandes dessinées, membre du comité artistique du festival Des Planches et des Vaches.

## Biographie
Né le 27 juillet 1972 en Normandie, il réside à Port-en Bessin (Calvados). Ancien dessinateur, influencé notamment par le travail de Michel Plessix, il se consacre très tôt à l'écriture de scénario, préférant inventer des histoires pour d'autres dessinateurs. 
Après avoir participé à plusieurs fanzines et avoir fondé Kamasutra-Cocaïne avec plusieurs jeunes auteurs de la région de Vire, il devient professionnel avec un premier album publié en 2000.
Installé en Normandie, il s'investit dans la vie culturelle de sa région, participant à des ateliers, des expositions et des festivals.
Jérôme Félix s'associe avec Paul Gastine pour créer la série L'héritage du diable, une bande dessinée d'aventure publiée à partir de 2009 par les éditions Bamboo. L'album rappelle les aventures d'Indiana Jones.  Les deux auteurs reprennent la collaboration pour livrer, en 2019, Jusqu'au dernier, une bande dessinée de western, chez le même éditeur. L'album remporte le prix BD-Fnac Belgique en 2020.

## Publications
- 9 vies pour un six-coups avec Florent Heitz (scénario) et Emmanuelle Lepinay (couleurs), Triskel

1. Honneur au drames, 2000

- Zoé et Célestin, avec Florent Heitz (dessin) et Nicolas Stérin (couleurs)

1. Le fleuve mauve, 2000
2. Mystère sous la falaise, 2002

- L'Arche, avec Vincent Mallié, Soleil Productions

1. Projet Sherwood, 2003
2. Frankenstein, 2003
3. S.E.T.I.[6], 2005

Parution d'une version remastérisée (Vents d'Ouest) entre 2003 et 2011
- Un pas vers les étoiles, avec Joël Parnotte, Soleil Productions, 2004[8]
- Match décisif, avec Marek, Éditions Emmanuel Proust, 2008
- Uchronia, avec Alex Kramp, Bamboo

1. Le duel, 2004

- Normandie juin 44, avec Jean-Blaise Djian (scénario), Alain Paillou (dessin) et Catherine Moreau (couleurs), Vagabondages

1. Omaha beach / Pointe du Hoc, 2008
2. Utah beach / Carentan, 2009
3. Gold beach / Arromanches, 2011
4. Sword beach / Caen, 2012
5. Juno beach / Dieppe, 2013

- Deuxième Chance, avec Gunt (dessin et couleurs), Bamboo

1. Mort et entêté, 2009

- Le plan[9], avec Gunt, Bamboo

1. Ils avaient tout prévu. Et pourtant..., 2009

- L'héritage du diable (scénario), dessin de Paul Gastine, éd. Bamboo, coll. Grand Angle

1. Rennes-le-Château[1], couleurs de Cyril Saint-Blancat et Scarlett Smulkowski, mars 2009  (ISBN 978-2-350-78327-7) (BNF 42005434)
2. Le secret du Mont-Saint-Michel, couleurs de Scarlett Smulkowski, juin 2011  (ISBN 978-2-35078-327-7) (BNF 42005434)
3. Rex mundi, couleurs de Scarlett Smulkowski, février 2014  (ISBN 978-2-81892631-4) (BNF 43785457)
4. L'apocalypse, couleurs de Paul Gastine, juin 2016  (ISBN 978-2-8189-3605-4) (BNF 45119879)

- Hollywood Boulevard, avec Ingrid Liman, Bamboo

1. Les Clefs du Paradis, 2009

- La Lignée, avec Laurent Galandon, Olivier Berlion et Damien Marie, Bamboo

1. Antonin 1937, 2012
2. Marius 1954, 2012
3. Maxime 1973, 2013
4. Diane & David 1994, 2013

- Une vie à écrire, avec Ingrid Liman (dessin et couleurs), Bamboo, 2013
- Martin Bonheur[10],[11], avec Stéphane Louis (dessin), Bamboo, 2015
- Jusqu'au dernier[4] (scénario), dessin de Paul Gastine, éd. Bamboo, coll. Grand Angle, novembre 2019  (ISBN 978-2-8189-6700-3) (BNF 45834851)

## Récompense
- 2020 : prix BD-Fnac Belgique pour Jusqu'au dernier[5].